# Sonnfried Streicher
Sonnfried Streicher (geboren am 4. November 1929 in Crimmitschau; gestorben am 10. Juni 2022 in Negast) war ein deutscher Meeresbiologe. Er war 40 Jahre lang Leiter des Deutschen Meeresmuseums in Stralsund und als solcher maßgeblich am Neuaufbau der Einrichtung zum letztlich bestbesuchten Museum der Deutschen Demokratischen Republik (DDR) bzw. Norddeutschlands und an der Überführung des bis dato städtischen Museums in die Stiftung Deutsches Meeresmuseum beteiligt.

## Leben
Sonnfried Streicher erlernte den Beruf des Werkstoffprüfers und legte anschließend in Zwickau das Abitur ab. Er studierte von 1950 bis 1954 Biologie an der Universität Leipzig, an der er auch als studentische Hilfskraft arbeitete. Anschließend war er zwei Jahre lang als Kurator und stellvertretender Direktor des Naturkundemuseums Leipzig tätig. Nebenbei war er Biologie-Dozent an der Fachschule für Heimatmuseen in Köthen.
Am 1. Juli 1956 übernahm er, nach dem Tode des Gründers Otto Dibbelt, die Leitung des Natur-Museums in Stralsund. 1986 promovierte Sonnfried Streicher an der Humboldt-Universität Berlin auf dem Gebiet der Museologie naturwissenschaftlicher Museen in der DDR. Streicher leitete das Deutsche Meeresmuseum bis zum 31. August 1995. Sein Nachfolger wurde Harald Benke.
In Sonnfried Streichers Amtszeit fiel die Umsetzung der Idee, präparierte Ausstellungsstücke wie die Lederschildkröte Marlene, ein Finnwalskelett sowie lebende Tiere zu präsentieren. Er ließ das Natur-Museum umgestalten mit Spezialisierung auf Meereskunde, besonders auf Meeresbiologie. Ab 1966 als „Meereskundliches Museum“ präsentiert, wurden die Ausstellungen zu einem Besuchermagnet. Die räumlich begrenzten Ausstellungsflächen in der ehemaligen Katharinenkirche ließ Streicher von 1972 bis 1974 durch den Einbau einer Stahlkonstruktion um zwei Ausstellungsebenen erweitern. Das nun „Museum für Meereskunde und Fischerei der DDR“ genannte Museum hatte zuletzt fast 900.000 Besucher pro Jahr, es erhielt logistische und finanzielle Unterstützung sowohl vom zuständigen Ministerium als auch von der Fischereiindustrie der DDR. Nach 1990 (Wende und friedliche Revolution in der DDR) ließ Streicher das nun ohne Unterstützung dastehende Museum in eine Stiftung, die Stiftung Deutsches Meeresmuseum, überführen.
Er nahm zudem an zahlreichen Forschungsreisen des Meeresmuseums teil. Das im Meeresmuseum gezeigte Korallenriff hatte Streicher auf einer der zwei „Acropora“ Expeditionen der Wissenschaftler in den Jahren 1976 und 1979 im Roten Meer abgetragen und nach Stralsund gebracht, um es dort lebensnah auszustellen.
Streicher setzte sich als Naturschutzbeauftragter im Bezirk Rostock für den Natur- und Umweltschutz ein. Von 1955 bis 1990 war er mit kurzen Unterbrechungen Vorsitzender der Fachgruppe bzw. der Sektion naturwissenschaftlicher Museen und zudem Mitglied im Rat für Museumswesen der DDR. Er leitete die Fachgruppe zur Profilierung der naturwissenschaftlichen Museen.
Der langjährige Museumsdirektor arbeitete auch mit dem Ministerium für Staatssicherheit zusammen, bei dem er als Inoffizieller Mitarbeiter mit dem Decknamen Eberhard Rau geführt wurde.
Sonnfried Streicher starb 2022 im Alter von 92 Jahren.

„Seine Idee, aus einem Naturkundemuseum ein Meeresmuseum zu machen und soweit auszubauen, dass es zu einem der meistbesuchten Museen der DDR gehörte, war eine Wahnsinnsleistung.“

Mit der Aufarbeitung des Nachlasses Streichers beauftragte das Meeresmuseum im Jahr 2023 einen Historiker.

## Veröffentlichungen
Streicher war Herausgeber zahlreicher Bände der Schriftenreihe des Meeresmuseums mit dem Titel “Meer und Museum”, Gründer und Herausgeber der Schriftenreihe “Beiträge des Bezirksnaturkundemuseums Stralsund”, Mitglied im Redaktionsbeirat der Schriftenreihe „Naturschutzarbeit in Mecklenburg“ sowie Mitherausgeber des wissenschaftlichen Jahrbuchs “Natur und Naturschutz in Mecklenburg” (1962–1978).
Weitere Werke (Auswahl):
- Schule und Museum. Naturkundemuseum Stralsund, 1964.
- Fabelwesen des Meeres. Hinstorff Miniaturen, 1996, ISBN 3-356-00662-2.
- Tiere aus dem Meeresaquarium. Bezirksnaturkundemuseum Stralsund, 1961.
- 90 Tage im Korallenmeer. Stationen einer meeresbiologischen Expedition. Hinstorff Verlag, Rostock, 1980, ISBN 3-356-00281-3.

## Titel
Sonnfried Streicher hatte promoviert und trug den Titel Obermuseumsrat (OMuR).

## Auszeichnungen
Streicher erhielt das Banner der Arbeit, die Verdienstmedaille der DDR, die Johannes-R.-Becher-Medaille in Silber, die Medaille für Verdienste im Naturschutz in Gold und die Medaille für heimatkundliche Leistungen in Gold. Er wurde neunmal Aktivist der sozialistischen Arbeit und erhielt im Kollektiv den Kulturpreis des Bezirkes Rostock.